# Chapelle Saint-Odilon de Cluny
La chapelle Saint-Odilon est une chapelle située sur le territoire de la commune de Cluny dans le département français de Saône-et-Loire et la région Bourgogne-Franche-Comté.

## Historique
Elle fait l'objet d'une inscription au titre des monuments historiques depuis le 8 novembre 1996.